# Великие Сады
Великие Сады (укр. Великі Сади) — село в Привольненской сельской общине Дубенского района Ровненской области Украины.
Население по переписи 2001 года составляло 221 человек. Почтовый индекс — 35640. Телефонный код — 3656. Код КОАТУУ — 5621683503.